# 不良愛煙家集団ヤニーズ
『不良愛煙家集団ヤニーズ』（ふりょうあいえんかしゅうだんやにーず）は、哲弘による日本のギャグ漫画作品。『チャンピオンRED』（秋田書店）にて、2002年10月号から2004年9月号まで連載された。全24話。

## 作品概要
ジャンルとしては「ヤンキーギャグ」である。舞台の山越市のモデルは埼玉県川越市である。
単行本はチャンピオンREDコミックスで1巻のみ発売、後に少年チャンピオンコミックスにて『ヤニーズ』と改題されて復刻、全3巻が発売、ただし21～23話はダイジェスト版として収録。

## 登場人物

### 砕玉最高等学校関係者
葉桜 ナツ（はざくら ナツ）（♂）
本作品の主人公。砕玉最高等学校にて「ヤニーズ」と称して吉河と対立関係にある不良。冬は学ランの上にセーラー服とルーズソックス、夏はセーラー服の上にベストを羽織り、スカートの代わりに短パン着用とかなり前衛的な女子高生の格好をしている。外見的には女性だが実は男。
喫煙者であり、タバコが切れると性格が一変、タバコによって麻痺させている状態から素のしおらしい性格になる。しかしタバコが切れたときのほうが強い。
必殺技は、フライング根性ヤキ。タバコの吸殻を投げつける技であるが、撲刀を折ったり顔面にめり込むなどその威力は絶大。ただし水に弱い。
変態部分は女装趣味。
城戸 亮輔（きど りょうすけ）（♂）
不良だが、常識人でツッコミ役。喧嘩は比較的強い。
転校早々、武流セイラによって強引に生徒会へ入れられるが、葉桜ナツの仲間であるヤニーズと誤解されることでその任は解かれるが、それにより次々とパプニングに巻き込まれていく不幸な男。
吉河 拳児（よしかわ けんじ）（♂）
葉桜ナツの入学まで、砕玉最高等学校をしめていたが、ナツにより部下を倒され、自身もナツに手を焼きまた、手を焼かれ、現在も不良を率いてはいるが、以前ほどの勢力は保っていない。
普段は野球部室を「吉河別荘」と称して溜まり場にしている。
嵯賀俊治の橘花と同様の技を使えるが、俊治ほど使いこなせてはおらず、使用すると、腕が折れる。
変態部分はロリコン。
武流 セイラ（たけながれ セイラ）（♀）
生徒会長。邪魔な存在である葉桜ナツや吉河拳児を倒そうと考えており、その目的のためなら、城戸亮輔や沢西高の安達などの力も借りようとする策略家。
ヤニ無しの素のナツを気に入っており、その存在を知ってからは、ナツを倒すのではなく、ナツを自分の従順な奴隷にするべく奔走する。
変態部分はサディスト。
彩（あや）（♀）
暴力喫茶アバズレのマスター。初対面の城戸を気に入り、何かとモーションをかけてくる。巨乳。
砕玉最高等学校OBであり、元生徒会長。その戦闘能力は、歴代最強とされ、後に、自身の愛刀であった伝説の撲刀誉（ほまれ）を武流に譲る。
変態部分はショタコン。

### 大柄高等学校関係者
西尾（にしお）（♂）
城戸の転校前の同級生。転校前の学校で、女子のブルマを盗み、城戸に濡れ衣を着せていたが、城戸の転校ののち、バレてしまい、自身も転校することに。
東野（ひがしの）（♂）
大柄高校最強の男のはずであるが、ナイフ無しでは、ナツどころか、城戸にすら敗れてしまう始末。

### 沢西高等学校関係者
安達（あだち）（♂）
父親は、JC（邪道シガレット産業秘密結社）の下部組織の社長。
技などは持っておらず、登場時に技と思われていたものも、父親の部下である黒服によるものであった。
ナツに乳首がシャツから透けて見えると指摘され、以後「あだちくび」と呼ばれるようになる。

### JC関係者
邪道シガレット産業秘密結社。通称、JC。
安達（あだち）（♂）
JC下部組織の社長。沢西高の安達の父親。
黒服（♂）
本名不明。
目にも止まらぬ素早い動きで、攻撃を仕掛けることができ、その技で沢西高の安達を補佐していた。
ロバート・サップ（♂）
日本人を嫌うJC関係者。
必殺技は、核爆弾投下（ラッキー・ストライク）。

#### JC苦情握殺課
カズオ（♂）
JC苦情握殺課を統括している人物。
涼樹 涼子（すずき りょうこ）（♀）
JC苦情握殺課に所属するJC社員。
変態部分は真性のマゾヒスト。戦い方はマゾヒストならではの経験を生かし、相手の視線を見ることでどこを攻撃するかを見抜くことで攻撃を回避しつつ、自らの経験則からどこを攻撃すれば痛気持ちいいかを察知することで相手に絶大なダメージを与えていく戦い方を得意とする。しかしながらマゾヒストであるが故に強力な攻撃であることを察知すると自分から本能的に攻撃を受けてしまう弱点も持つ。

### 砕玉浄化隊関係者
東條 一（とうじょう はじめ）（♂）
砕玉県の新県知事。部下からは「総統」「閣下」を付けて呼ばれている。
就任後、砕玉浄化隊を結成。県下のタバコ自販機の撤去を行い、タバコの喫煙・販売を禁止する政策を打ち出す。
しかし浄化隊が引き起こした山越サンロードの爆撃事件が原因で辞任に追い込まれてしまい、砕玉浄化隊も解散されてしまう。
岩坂 忍（いわさか しのぶ）（♂）
砕玉浄化隊の隊長。喫煙者を激しく憎悪し、喫煙者であればたとえ女性でも容赦しない残忍な性格。
フライング根性ヤキを見切る程の動体視力に加えて、地球のキレどころを察知し、それを利用しての攻撃を得意とする。
三浦 マイ（みうら マイ）（♂）
砕玉浄化隊の隊員。蹴り技を得意としている。他の隊員からはその美脚に魅了されている人多数。
変態部分は女装趣味。実は本名は「三浦稲造（みうら いなぞう）」といい、高校卒業後に男であることを隠して女としてやってきた経緯を持つ。そのためか、女装趣味を持ちながらも彼氏がいる（ように見える）ナツに対して異常なまでの対抗意識を持つ。

### 山越総合病院関係者
袋小路（ふくろこうじ）（♀）
山越総合病院に勤務している看護師。仕事に対しての情熱はすさまじいが、その情熱が空回りして度々患者を殺しかけてしまう。
ほのか（♀）
袋小路の後輩にあたる看護師。患者にいつもセクハラされたり同僚からのいじめを受けたり袋小路の行動に巻き込まれたりとかなり不幸な境遇。

### その他
嵯賀 俊治（さが としはる）（♂）
砕玉県最強の男として名高い不良。JC（邪道シガレット産業秘密結社）に恨みを抱いていたが、その戦闘の際、葉桜ナツに恋心を抱くことになる。
橘花という思い込みにより力を増す殴打技を使う。ちなみに、橘花の名は、旧日本軍の双発ジェット特殊攻撃機から。
葉桜 千春（はざくら ちはる）（♀）
葉桜ナツの妹であり、ヤニ無しのナツを嫌っている。ナツにタバコを吸わせた張本人。
普段はおとなしいが一度切れると兄同様問答無用の性格になる。
包 さやか（つつみ さやか）（♀）
千春の親友。
迫水 奈那（さこみず なな）（♀）

## 書籍情報
- チャンピオンREDコミックス刊
  - 不良愛煙家集団ヤニーズ 1（2003年4月17日発売、ISBN 978-4-253-23073-5）
- 少年チャンピオンコミックス刊
  - ヤニーズ 1（2007年2月8日発売、ISBN 978-4-253-20935-9）
  - ヤニーズ 2（2007年3月8日発売、ISBN 978-4-253-20936-6）
  - ヤニーズ 3（2007年5月8日発売、ISBN 978-4-253-20937-3）